# Iwan Swietow
Iwan Siemionowicz Swietow, ros. Иван Семенович Светов (ur. 20 stycznia 1902, zm. 2 maja 1982 w Jugosławii) – rosyjski, a następnie emigracyjny działacz skautowski i społeczny, pedagog.
Ukończył szkołę realną w Romnach. W 1918 r. utworzył tam oddział skautów. W 1919 r. wstąpił ochotniczo do wojsk Białych gen. Antona I. Denikina. W połowie listopada 1920 r. wraz z wojskami Białych został ewakuowany z Krymu do Gallipoli. Na emigracji zamieszkał w Królestwie SHS. Do końca 1924 r. służył w służbie pogranicznej. Następnie zamieszkał w dalmackiej Žrnovnicy. Kontynuował działalność w rosyjskim ruchu skautowskim. Od 1923 r. wydawał biuletyn „Kostior odinoczek”. Od 1924 W 1929 r, po ukończeniu szkoły realnej w Zemunie, zamieszkał w Belgradzie, gdzie rozpoczął studia pedagogiczne na miejscowym uniwersytecie. W 1930 r. mianowano go naczelnikiem kwatery głównej rosyjskich skautów w Europie. Od 1931 r. stał na czele 1 belgradzkiego oddziału rosyjskich skautów. Nawiązał kontakty ze skautami na Dalekim Wschodzie. Pod koniec lat 30. wstąpił do Narodowej Organizacji Rosyjskich Skautów – Wywiadowców. W 1939 r. był autorem broszury pt. „Dwie gławy k ponimaniju osnow ugołkowoj simiejno-wospitatielnoj sistiemy”. W 1941 r. przeniósł się do Wiednia, gdzie pracował w jednej z fabryk. Jednocześnie zaangażował się w konspiracyjną działalność Narodowej Organizacji Młodzieży Rosyjskiej (NORM). Na początku stycznia 1945 r. wydał biuletyn „Wpieriod”, poświęcony Manifestowi Praskiemu, wydanemu pod koniec 1944 r. przez Komitet Wyzwolenia Narodów Rosji (KONR). Pod koniec wojny związał się z firmą budowlaną „Erbauer”, będącą faktycznie przykrywką dla konspiracyjnej działalności Narodowego Związku Pracujących (NTS). Po zakończeniu wojny jako jugosłowiański obywatel został deportowany do Jugosławii. Dostał pracę księgowego w Prisztinie. Na początku lat 50. zaangażował się w odradzający się jugosłowiański ruch skautowski. Został pracownikiem rosyjskiej biblioteki dziecięcej w Belgradzie.